# Jean Cattant
Ne pas confondre avec le peintre et aquarelliste français Jean Catta né en 1913.
Jean Cattant, né le 1er septembre 1918 à Paris et mort le 10 avril 2002 à Saint-Vincent-Rive-d'Olt, est un sculpteur français.

## Biographie
Jean Cattant naît le 1er septembre 1918 à Paris. Avant la guerre, il étudie la philosophie. 
Le but premier de Jean Cattant dans sa sculpture est de « donner effet à un sens renouvelé du sacré ». Son travail fait l'objet de plusieurs expositions collectives et événements, dont le Salon d'Automne, le Salon de la jeune sculpture, le Salon d'Art Sacré (à partir de 1950), le Salon Comparaisons et l'Exposition Internationale de Sculpture Contemporainede 1966.